# Peruanischer Wollaffe
Der Peruanische Wollaffe (Lagothrix lagotricha tschudii) ist eine in Peru, einem kleinen Gebiet in Bolivien und eventuell auch im angrenzenden Brasilien lebende Unterart des Wollaffen (Lagothrix lagotricha). Ihren wissenschaftlichen Namen bekamen die Affen zu Ehren des Schweizer Südamerikaforschers Johann Jakob von Tschudi.

## Verbreitung

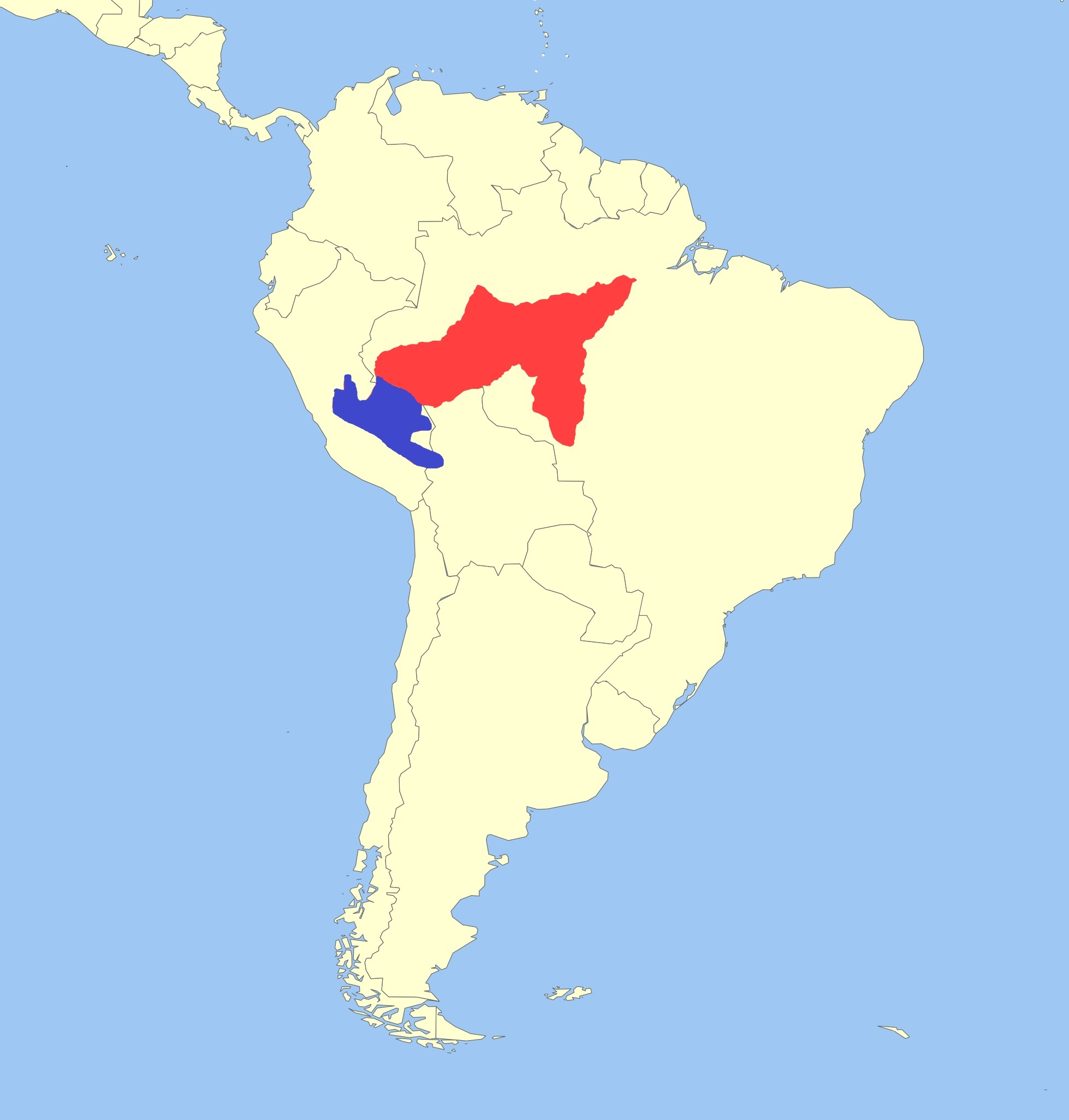
Peruanischer Wollaffe
Grauer Wollaffe

In Peru erstreckt sich das Verbreitungsgebiet westlich des Río Ucayali vom Río Pachitea im Norden bis zum Río Urubamba im Süden; östlich des Río Ucayali reicht es vom Río Inuya und Rio Purus südwärts bis Bolivien. Nach Osten reicht das Verbreitungsgebiet möglicherweise bis in den brasilianischen Bundesstaat Acre. Damit liegt das Verbreitungsgebiet in den peruanischen Regionen Huanuco, Pasco, Junin und Cusco und reicht im Süden bis in das bolivianische Departamento La Paz.

## Merkmale
Weibliche Peruanische Wollaffen erreichen eine Kopfrumpflänge von 45 bis 58 Zentimetern, der Schwanz wird 53 bis 72 Zentimeter lang und das Gewicht beträgt 5 bis 7 Kilogramm. Männchen sind mit einer Kopfrumpflänge von 50 bis 65 Zentimetern, einem 62 bis 80 Zentimeter langen Schwanz und einem Gewicht von 7 bis über 10 Kilogramm größer und schwerer. Die Eckzähne der Männchen sind länger und der Kaumuskel ist kräftiger entwickelt. Der Peruanische Wollaffe unterscheidet sich von den anderen Unterarten des Wollaffen vor allem durch seine sehr dunkle Färbung. Der Kopf, Arme und Beine und der Schwanz sind schwarz, der Rumpf ist von dunkler schwärzlich-grauer Färbung mit einem leicht rötlichen Einschlag. Wie alle Wollaffen hat der Peruanische Wollaffe ein sehr dichtes, samtiges Fell und einen kräftigen Greifschwanz.

## Lebensraum und Verhalten

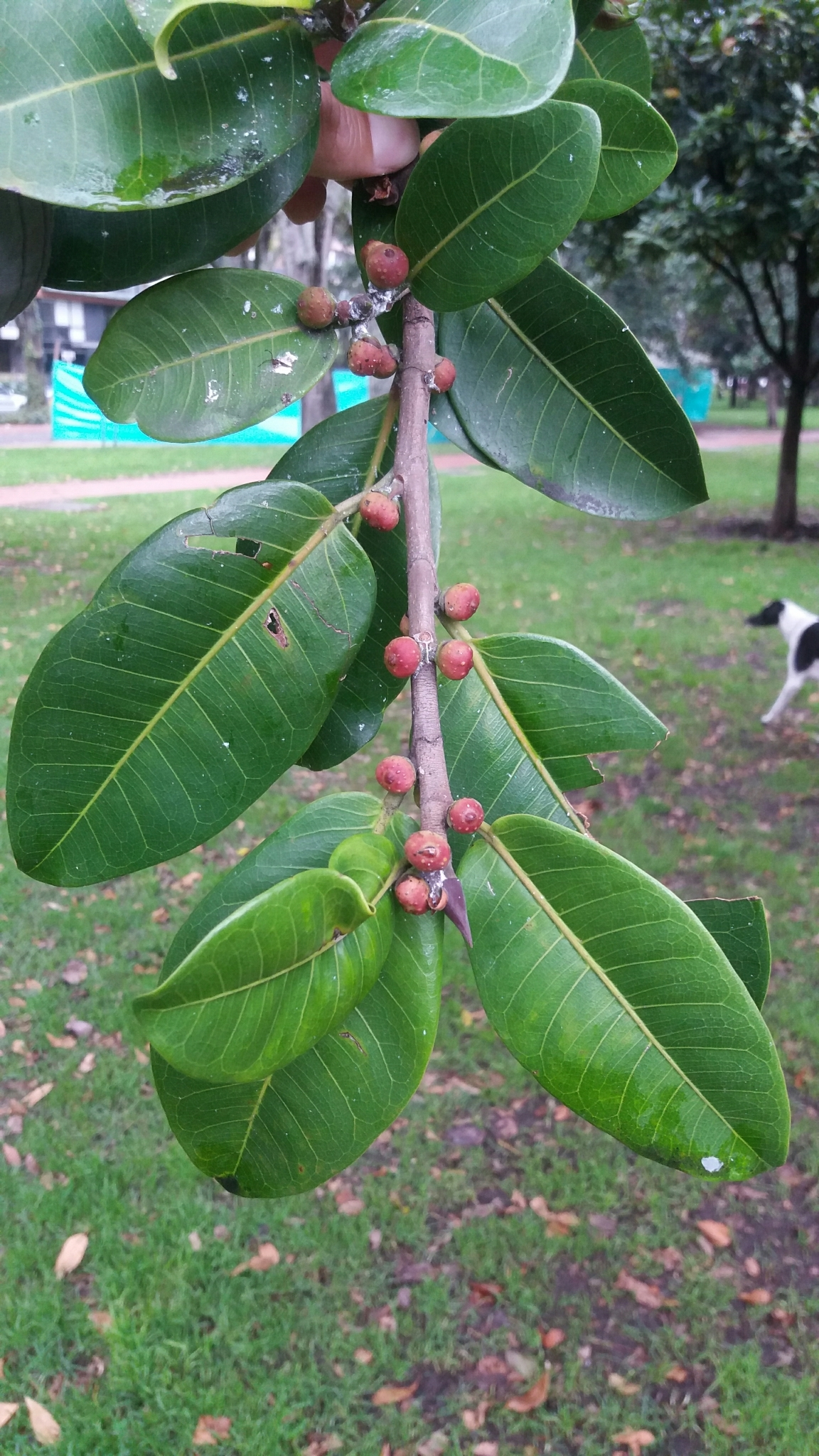
Ein Zweig von Ficus americana mit Früchten

Der Peruanische Wollaffe kommt in Regenwäldern, Wolken- und Nebelwäldern und Galeriewäldern in Höhen von 400 bis 3000 Metern über dem Meeresspiegel vor und lebt in Gruppen, die aus 5 bis 20 Individuen bestehen. Eine im bolivianischen Nationalpark Madidi über einen Zeitraum von neun Monaten näher erforschte Gruppe bestand aus sieben Exemplaren, vier erwachsene Männchen, zwei Weibchen und einem Jungtier. Die Gruppe nutzte ein Territorium von 209 ha und hielt sich während der Regenzeit vor allem im Primärwald auf, in der Trockenzeit wurden dagegen Galeriewälder bevorzugt. Früchte von Cecropia sciadophylla, der Feigenarten Ficus americana und Ficus krukovii und von Inga alba machten im Juli und August 49 % bzw. 71 % ihrer Nahrung aus.

## Systematik
Der Peruanische Wollaffe wurde 1857 durch den französischen Zoologen Jacques Pucheran erstmals wissenschaftlich beschrieben. Er galt zeitweise als Unterart bzw. Synonym des Grauen Wollaffen (Lagothrix (lagothricha) cana) und bekam erst 2019 wieder den Status einer gültigen Unterart, nachdem sich durch den Vergleich mitochondrialer DNA gezeigt hatte, dass die Unterart sich genetisch klar von den übrigen vier Wollaffenunterarten unterscheiden lässt. Der Graue Wollaffe und der Peruanische Wollaffe sollen sich vor etwa 1,8 Millionen Jahren voneinander getrennt haben.

## Gefährdung
Die IUCN verfügt nicht über genügend Daten über den Bestand des Peruanischen Wollaffen, um eine eventuelle Gefährdung zu beurteilen. Es wird angenommen, dass der Bestand aufgrund von Jagd und Entwaldung zurückgeht. In Bolivien besteht mit dem Nationalpark Madidi ein Schutzgebiet, in dem die Unterart vorkommt.